# Ophelia peresi
Ophelia peresi är en ringmaskart som beskrevs av Bellan och Picard 1965. Ophelia peresi ingår i släktet Ophelia och familjen Opheliidae.
Artens utbredningsområde är Madagaskar. Inga underarter finns listade i Catalogue of Life.